# Aldo Castelli
Aldo Castelli (Ascoli Piceno, 9 novembre 1900 – Ascoli Piceno, 10 ottobre 1965) è stato un artista italiano.
Dotato di talento precocissimo, fu allievo di Augusto Mussini dall’età di dodici anni fino alla morte del Maestro e operò principalmente nelle Marche, particolarmente nella sua città natale, Ascoli Piceno dove si distinse come pittore, incisore, ceramista, scrittore, poeta, fotografo, nonché appassionato cultore del patrimonio artistico e architettonico ascolano e marchigiano. Opere di Aldo Castelli sono state acquisite e sono stabilmente collocate nella Pinacoteca Civica di Ascoli Piceno e nel Museo della ceramica di Ascoli Piceno; altre opere (affreschi, dipinti, sculture) compaiono sulle facciate o all’interno di edifici di notevole interesse architettonico nella sua città natale, quali il Palazzo Bazzani, Palazzo San Filippo, e l’ex Cinema Olimpia.

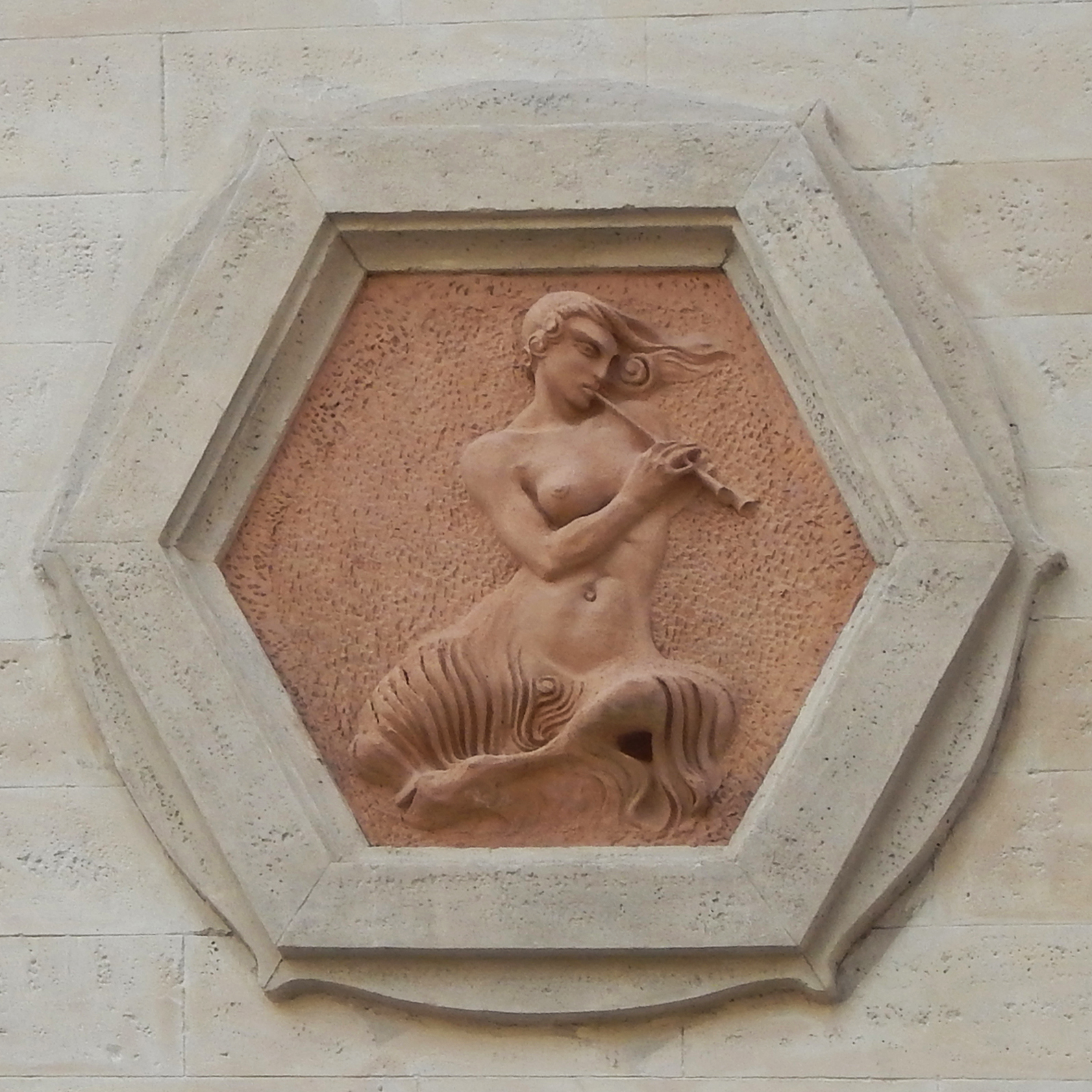
Figura femminile di Fauno, una delle formelle decorative create dal Castelli per la facciata dell’ex Cinema Olimpia ad Ascoli Piceno, 1922 circa

## L’arte e il carattere
Dotato di una personalità schiva della mondanità quanto di conflitti e fama, già all’inizio della sua carriera artistica preferì l’ambiente rassicurante della provincia alla vivacità culturale della capitale.
La sua arte nel corso degli anni si distaccò in una certa misura dalle influenze mussiniane e trovò espressione in un verismo di tono contemplativo e intimista.

## Biografia

### La formazione ad Ascoli
Nacque nel 1900 ad Ascoli Piceno da una modesta famiglia di artigiani ascolani. A 12 anni fu introdotto all’artista Augusto Mussini che in quegli anni stava realizzando gli affreschi nella chiesa del convento di San Serafino da Montegranaro ad Ascoli Piceno.
Il giovane Aldo, insieme agli allievi più anziani del Maestro (tra cui Elio Anastasi, Dante Corradini, Didimo Nardini e Pippo Poli) partecipò all’esecuzione degli affreschi della chiesa dei Cappuccini. Negli anni successivi, Aldo accompagnò Mussini a Quintodecimo per assisterlo nell’esecuzione degli affreschi nella Parrocchiale, e a Caldarola per gli affreschi nel castello dei Conti Pallotta.

### Gli anni giovanili: Roma
Nel 1916 Mussini scrisse una lettera di presentazione al Direttore del Museo delle Arti Industriali di Roma introducendo il giovane Castelli, che partì dunque alla volta della capitale per iscriversi ai corsi della Scuola di Arte applicata. Non molto tempo dopo Mussini stesso, avendo abbandonato definitivamente il convento, si trasferì a Roma dove Aldo poté coltivare ulteriormente la sua formazione artistica nello studio del Maestro in via Margutta. A Roma Aldo conobbe e fu amico di Orio Vergani, Anton Giulio Bragaglia, Ubaldo Oppi e altre personalità emergenti del mondo artistico romano di quegli anni, a cui lo legavano affinità artistiche e di ideali.

### La crisi e il ritorno ad Ascoli
Nel 1918, dopo la morte del Maestro, Aldo decise improvvisamente di abbandonare gli studi, lasciandosi alle spalle i vivaci e stimolanti ambienti culturali e artistici della capitale per tornare ad Ascoli. Tra il ’22 e il ’24 collaborò con l’architetto Pilotti in vari progetti architettonici – non tutti realizzati – tra cui le decorazioni, recentemente restaurate, sulla facciata dell’ex Cinema Olimpia in Ascoli Piceno. Nello stesso periodo cominciò a coltivare un vivo interesse per l’arte della maiolica,  che ebbe modo di sviluppare presso la storica Manifattura Matricardi – allora situata a Campo Parignano – il cui edificio, con la facciata decorata da mattonelle in ceramica di spiccato gusto Liberty, è ancora visibile sul Viale Vellei. Foto pubblicate su cataloghi di importanti mostre di arte ceramica testimoniano anche una sua possibile collaborazione con l'atelier di Ferruccio Palazzi e con la Sipla, una fornace di grande importanza a Roma tra la fine degli anni Dieci e l'inizio dei Venti, presso cui hanno lavorato o cotto ceramiche molti degli artisti attivi nella Capitale in quel periodo, quali Renzo Cellini (dal cui archivio proviene la foto pubblicata su Faenza 1988 ) e il faentino Luigi Viroli, con cui Aldo è erroneamente identificato nella didascalia della stessa foto in alcune pubblicazioni postume.

### La S.P.A.D.A. e le maioliche ascolane

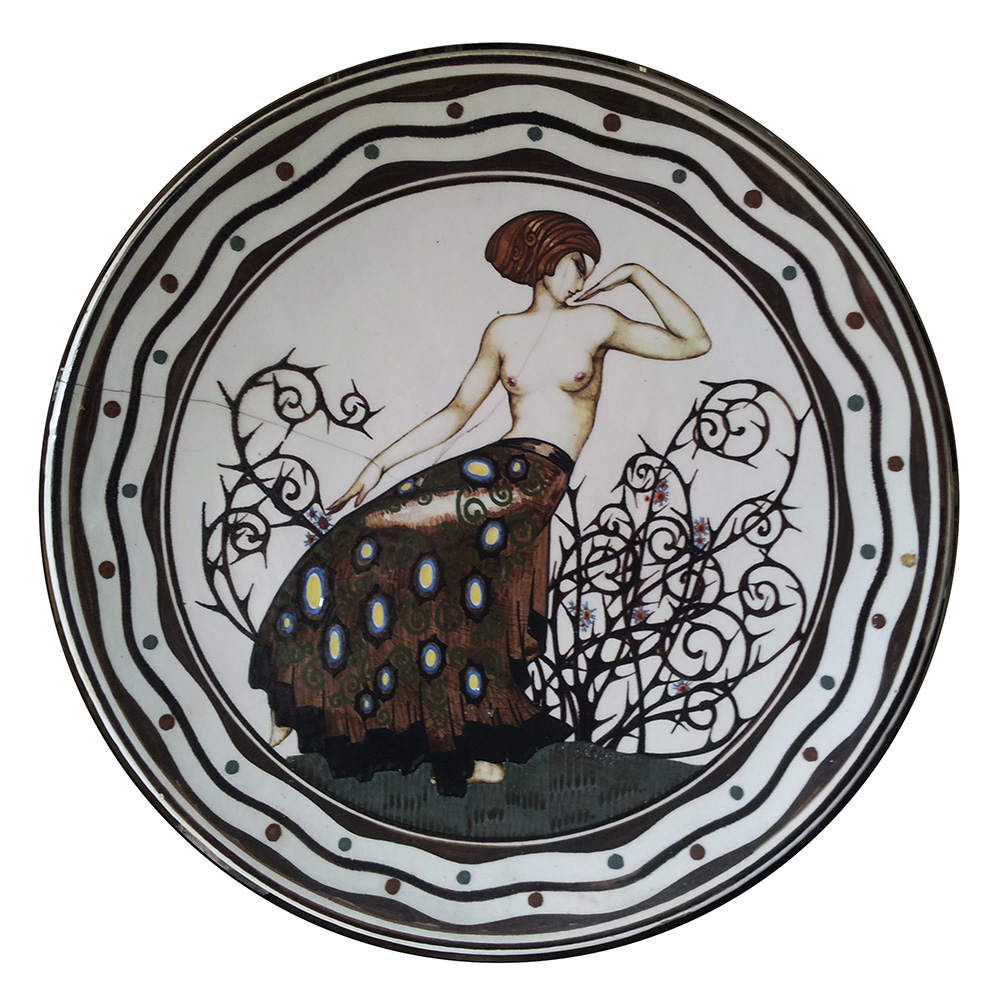
Aldo Castelli – Danzatrice tra i rovi, Manifattura S.P.A.D.A., circa 1924

Tra il 1924 e il 1929 Castelli contribuì – insieme al forgiatore veneziano Umberto Bellotto e il collega pittore Didimo Nardini – alla creazione di una nuova manifattura ceramica, caratterizzata da tecniche sperimentali e ardite, denominata “S.P.A.D.A.”, finanziata principalmente da Giuseppe Bracciolani – appassionato di ceramiche e d'arte – e poi diretta dal 1928 da Romeo Barzelli. Il logo che appare sulle ormai rarissime maioliche della SPADA raffigura una daga stilizzata ed è ben noto tra i collezionisti e appassionati di maioliche d'arte. Alla chiusura della SPADA, Aldo continuò a collaborare con la Manifattura Matricardi, allora diretta da Giancarlo Polidori, che fu rilevata successivamente da Nello Giovanili per divenire il laboratorio di Maioliche Artistiche Ascolane (M.A.A.) quando la crisi economica del ’29 mise in profonde difficoltà finanziarie gli stabilimenti Matricardi. Dal 1939 Castelli fu anche consulente artistico della M.A.A., nel frattempo trasferitasi in Rua dei Fiori (e poi divenuta F.A.M.A. nel 1944), dove Aldo conobbe la sua futura moglie, Ada Felicetti.

### Dagli anni ’30 alla maturità
Tra gli anni ’30 e ’40 anni Castelli coltivò nuovi e molteplici interessi corollari alla sua prolifica attività come pittore, ceramista, incisore e scultore, immergendosi nella vita mondana e culturale della sua Ascoli: recitò nella Società Filodrammatica; fu scrittore e poeta; dal 1935 fu corrispondente del “Giornale d’Italia” contribuendo con recensioni sull’allora ricca stagione lirica al Teatro Ventidio Basso; divenne collaboratore de “Il Messaggero” che pubblicò numerosi suoi articoli sulla città di Ascoli, illustrati con disegni originali.
Dal 1926 fu docente di Disegno Artigianale presso l’Istituto Industriale; dal ’41 al ’50 insegnò Storia dell’Arte presso il Liceo Classico; partecipò alla fondazione dell’Istituto d’Arte, di cui fu Direttore dal ’59 al ’62, dopodiché tornò a insegnare Disegno alla Scuola Media Cantalamessa.
Nella sua maturità l’artista divenne sempre più introverso e schivo di fama e attenzione, e trovò nell’arte non solo un’espressione creativa ma un vero e proprio rifugio spirituale.
Nella primavera del 1965 la sua salute subì un improvviso declino. In seguito a una breve e devastante malattia Aldo si spense ad Ascoli il 10 ottobre 1965.

### Allievi
Fu maestro di Ernesto Ercolani e Benedetto (“Bettino”) Bustini.

## Opere (elenco parziale)
- Danzatrice tra i rovi, maiolica, 1924 circa
- Autoritratto, 1925, olio su tela, Ascoli Piceno, Galleria d'arte contemporanea Osvaldo Licini
- Ritratto di Gabriella Condio, 1926 circa, olio su compensato, Ascoli Piceno, Galleria d'arte contemporanea Osvaldo Licini
- Autoritratto con gilet ruggine, 1955, olio su compensato, Ascoli Piceno, Galleria d'arte contemporanea Osvaldo Licini
- Ritratto di Gabriele D’Annunzio, maiolica, Gardone Riviera, Vittoriale degli Italiani
- Testa di ragazzo, olio su tavola, Ascoli Piceno, Pinacoteca civica
- Vaso in Maiolica (Produzione S.P.A.D.A.), Ascoli Piceno, Museo dell'arte ceramica

## Mostre
- I Mostra Regionale d’arte Marchigiana – Ancona, 1932
- Mostra dei Pittori Pio Nardini, Secondo Flaiani, Aldo Castelli, Ernesto Ercolani Ascoli Piceno, 1933
- IV Mostra Interprovinciale delle Marche – Ancona, 1935
- V Mostra Interprovinciale delle Marche – Ancona, 1937
- VI Mostra Interprovinciale delle Marche – Ancona, 1938
- VII Mostra Interprovinciale delle Marche – Ancona, 1939
- Omaggio ad Aldo Castelli – Ascoli Piceno, Galleria Rosati – 31 Ottobre–15 Novembre 1965

## Opere catalogate
(questa sezione è ancora in fase di sviluppo e si basa sugli archivi fotografici e cartacei degli eredi dell'artista, nonché archivi fotografici dell'Istituto d'Arte di Ascoli Piceno)

### Dipinti e disegni
- “La mia isola” – Terrazza della casa di Bustini a Rotella (Olio su cartone, cm.31x25, 1952); Sul retro: Frammento di ritratto di bambina (Olio su cartone) – Collezione Castelli
- Alberi nella nebbia (Disegno a matita, 1917) – Collezione Castelli
- Annunciazione (Olio su compensato, 1927) – Proprietà Sabatucci
- Autoritratto (Disegno a carboncino, 1916)
- Autoritratto (Disegno a matita, cm.24x27, 1963)
- Autoritratto (olio su tela, 1925), Museo d'Arte Contemporanea “Osvaldo Licini”, Ascoli Piceno
- Autoritratto con gilet ruggine (olio su compensato, 1955), Museo d'Arte Contemporanea “Osvaldo Licini”, Ascoli Piceno
- Autoritratto giovanile (Matita e pastello su carta seppia, cm.33x43, 1918) – Collezione Castelli
- Bambina con braccio rotto (Olio su compensato, cm.70x50, 1935) – donato alla Pinacoteca di Ascoli Piceno
- Bambino sul bordo della vasca ai giardini pubblici (Olio a spatola su tela, cm.20x30, 1923) – Proprietà Sabatucci
- Barca sulla spiaggia (Olio, data sconosciuta) – Collezione Castelli
- Bozzetti per bassorilievi decorativi sulla facciata dell’ex Cinema Olimpia ad Ascoli Piceno (Figure mitologiche di fauni, maschera tragica, maschera comica (matita grassa, china e acquarello, cm.44x24, 1926?)
- Bozzetto per decorazione a fresco di un'abside (Acquarello, cm.31x36, 1958)
- Bozzetto per decorazione di camino in un interno (Acquarello, cm.38x53, 1929)
- Casa con pagliaio (Disegno a penna feltro, 1963) – Collezione Castelli
- Geranio sul davanzale (Acquarello, 1914)
- Idillio notturno (Olio, data sconosciuta)
- Il Belvedere del Palazzo Saladini-Pilastri (Schizzo a penna feltro, cm.23x32, 1961)
- Il Buon Pastore (Bozzetto a matita per l'affresco del “Buon Pastore” nella cappella del Sanatorio di Ascoli, 1938)
- Il Buon Pastore (Tempera ad olio nella cappella del Sanatorio di Ascoli, 1938, opera successivamente andata distrutta)
- Gesù e due figure femminili (Tempera ad olio nella cappella del Sanatorio di Ascoli, 1938, opera successivamente andata distrutta)
- Il Castellano (Olio a spatola, cm.31x24, 1960) – Proprietà Seghetti
- Innamorati a Trinità Dei Monti (Olio a spatola su compensato, cm.47x28, 1958)
- “Dalla ruota dall’antico plaustro piceno alla ruota dentata” (bozzetto a tempera per un manifesto della IV Mostra Mercato dell’Artigianato delle piccole industrie dell’agricoltura e della ricostruzione delle Marche)[15]
- IV Mostra Mercato dell’Artigianato delle piccole industrie dell’agricoltura e della ricostruzione delle Marche (Acquarello – Secondo di due manifesti presentati al concorso indetto dalla Camera di Commercio di Ascoli nell’anno 1949)
- L'albero malato (Olio a spatola, cm.32x27, 1952 – Collezione Privata
- L’albero spezzato (Olio su cartone cm.24x30, 1955, non firmato) – Collezione Privata
- L’orto dei frati (Olio su cartone, 1945 – Da un disegno a matita eseguito nel 1914) Collezione Castelli
- La Barcaccia da Trinità dei Monti (Olio a spatola su compensato, cm.30x40, 1958) Collezione Castelli
- La madre (Disegno acquerellato, cm.14x20, 1929) – Collezione Castelli
- La valle del Tronto dal Colle San Marco (Disegno a pastelli colorati, cm.31x26, data sconosciuta – Prob.1963)
- Madre e figlia (Olio, cm.51x63, 1943) – Collezione Castelli
- Medusa (Disegno a matita – data sconosciuta, prob. 1926-27)
- Nudo con melograni (Olio – data sconosciuta, prob. 1929?)
- Olivi (Olio su compensato, 1962) Donato nel 2008 al Museo di Ascoli Piceno
- Paesaggio a Roma (Olio, 1917) – Collezione Castelli
- Paesaggio con pini (Olio, data incerta intorno al 1914-16)
- Paesaggio con ruderi sul Palatino (Acquarello, cm.24x16, 1917)
- Pagliaio (Olio, cm.10x12, 1941) – Collezione Castelli
- Paolo sulla spiaggia a San Benedetto (Olio, 1955) – Collezione Castelli
- Pianta sul davanzale (Acquarello, 1912)
- Plenilunio (Olio, data incerta) – Collezione Castelli
- Ponte Cartaro (Olio su cartone, cm.35x25, non firmato, 1941) Collezione Castelli
- Progetto per interno dell’antico Caffè San Marco ad Ascoli Piceno, con l’architetto Pilotti (Bozzetto decorazione pareti – acquarello, cm.37x28, 1929)
- Progetto per interno dell’antico Caffè San Marco ad Ascoli Piceno, con l’architetto Pilotti (Bozzetto decorazione pareti – acquarello, cm.58x26, 1929)
- Progetto per interno dell’antico Caffè San Marco ad Ascoli Piceno, con l’architetto Pilotti (Bozzetto decorazione pareti – acquarello, cm.45x26, 1929)
- Progetto per interno dell’antico Caffè San Marco ad Ascoli Piceno, con l’architetto Pilotti (Bozzetto decorazione pareti – acquarello, cm.47x28, 1929)
- Progetto per interno dell’antico Caffè San Marco ad Ascoli Piceno, con l’architetto Pilotti (Bozzetto decorazione pareti – acquarello, cm.38x28, 1929)
- Progetto per interno dell’antico Caffè San Marco ad Ascoli Piceno, con l’architetto Pilotti (Bozzetto decorazione pareti – acquarello, cm.21x28, 1929)
- Ritratto della Signora Guido (Acquarello, cm.31x46, 1964)
- Ritratto della violinista (Olio su cartone, cm.35x49, 1939)
- Ritratto di Ada (Disegno a sanguigna, cm.14x22, 1935)
- Ritratto di Ada (Olio, cm.82x62, 1939) – Collezione Castelli
- Ritratto di Alida F. (Disegno a matita, circa 1924)
- Ritratto di Alida F. (Disegno a matita grassa, circa 1926)
- Ritratto di Anna in rosa (Olio su cartone, cm.35x49, 1954)
- Ritratto di bambina (Disegno a carboncino,, cm.47x65, 1962)
- Ritratto di Carmela con camicia verde (Disegno a matite grasse, cm.30x40, 1942)
- Ritratto di Dante (Olio, Data sconosciuta, probabilmente 1921)
- Ritratto di Dante Corradini (Disegno a matita, cm.19x24, 1921)
- Ritratto di Didì Nardini (Olio, cm.40x30, 1921) – Collezione Castelli
- Ritratto di donna seduta sulla sdraio (Olio, data sconosciuta intorno al 1924) – collocazione sconosciuta.
- Ritratto di Franca de Vecchis (Disegno a matite colorate, 1960)
- Ritratto di Francesca (Olio su cartone, cm.35x49, 1941)
- Ritratto di Gabriella Condio (Olio su compensato, circa 1926)
- Ritratto di Nina Fasolo, (Disegno a matita, 1917) – Collezione Castelli
- Ritratto di ragazza (Disegno a carboncino, cm.23x32, 1960)
- Ritratto di ragazza (Disegno a matita grassa, cm.33x46, 1961)
- Ruderi della Basilica di Massenzio (Acquarello, 1918) – Collezione Castelli
- Schizzo di paesaggio con alberi (Disegno a matita, cm.21x26, 1926) – sul retro: Testa dell’artista Pio Nardini (Schizzo a pastelli colorati, 1926)
- Spiaggia (Acquerello, 1964) – Collezione Castelli
- Studi a matita di sculture barocche (due fogli rect/verso, disegno a matita, cm.21x14, 1917)
- Studio da una scultura di Borromini (Disegno a matita, cm.16x11, 1916)
- Studio di angelo in ginocchio per un quadro a olio dell’Annunciazione (Schizzo a matita grassa, cm.15x19, 1927)
- Studio di Madonna seduta per un quadro a olio dell’Annunciazione (Disegno a matita grassa con tocchi di acquerello bianco, cm.14x19, 1927)
- Studio di mani per il ritratto di Gilda (Disegno a matita, cm.32x23, 1960?)
- Studio di natura morta con teschio, violino e melograni (Acquarello, cm.34x27, 1914)
- Studio di nudo (Disegno a matita grassa, cm.21x23, 1925)
- Studio di nudo seduto (Disegno a matita grassa, cm.21x27, 1925)
- Studio di nudo: ragazzo in piedi su una sedia (Disegno a carboncino, cm.31x48, 1914)
- Studio di nudo: ragazzo sdraiato che suona il flauto (Carboncino, cm.47x33, 1921)
- Studio di nudo: ragazzo seduto (Disegno a carboncino, cm.31x48, 1914)
- Studio di ruderi del Colosseo (Disegno a matita, cm.8x16, 1918)
- Studio di teschio e maschera del poeta Leopardi (Carboncino e pastello bianco su carta grigia, cm.33x40, 1915)
- Studio per San Sebastiano (Schizzo a matita grassa, cm.16x24, 1925)
- Temporale sulla spiaggia (Acquarello, 1964) – Collezione Castelli
- Tentazione (Olio, cm.28x38) data sconosciuta, prob. 1932–1933 – Proprietà Tavoletti
- Testa di giovane con occhiali (Carboncino, cm.35x44, circa 1915)
- Tramonto (Olio – Dipinto giovanile, data sconosciuta, probabilmente 1914-1916)
- Vaso con fiori (Schizzo a penna a china, cm.24x34, Agosto 1965)
- Vaso con fiori cone lume a petrolio (Schizzo a penna a china, cm.24x34, Agosto 1965)
- Vaso in fiore nell’orto dei frati (Olio, cm.34x25, data imprecisata 1914–1915) – Collezione Castelli
- Vecchie case di Rotella nel crepuscolo (Olio su cartone, cm.35x25, 1950) – Collezione Castelli
- Vecchio pino sul Lungo Castellano (Disegno a matita grassa, cm.23x32, 1961)
- Veduta dal Colle San Marco (Disegno a matite colorate) – Collezione Castelli
- Veduta dal ponte di Campo Parignano (Acquarello, data incerta, prob. 1963) – Collezione Castelli

### Maioliche
- “Botticelliana” (Maiolica, produzione FAMA, data sconosciuta)
- “Non Senza Fatica” (Piatto in Maiolica, data sconosciuta) – Collezione Reiff
- Dama e cavaliere (Mattonelle in maiolica, produzione SPADA – data incerta, prob.1924)
- Danzatrice con rovi (Maiolica, produzione SPADA – data incerta, prob.1924)
- Il Fauno ferito (Maiolica, produzione FAMA, data sconosciuta)
- Il poeta D’Annunzio (Piatto in maiolica, produzione SPADA, data incerta prob. 1927) – Il Vittoriale degli Italiani
- L'adolescente (Maiolica, produzione FAMA, data sconosciuta)
- L'artista Umberto Bellotto (Piatto in maiolica, produzione SPADA, data incerta) – Collocazione ignota
- La Fiamma (Maiolica, produzione FAMA, data sconosciuta)
- Nascita di Venere (Mattonella in maiolica, data sconosciuta)
- Ninfe marine (Piatto in maiolica, produzione FAMA, data sconosciuta)
- Nudo di donna (Piatto in maiolica, produzione SPADA – data incerta, prob.1924)
- Nudo femminile (Piatto in maiolica, produzione FAMA, data sconosciuta)
- Scena di idillio pastorale (Piatto in Maiolica, data sconosciuta) – Collezione Reiff
- Testa maschile (libera interpretazione da un ritratto di Hans Holbein il Giovane – Mattonella in maiolica, data sconosciuta)
- Vaso con figure femminili e fauni (Manifattura Matricardi – data incerta, prob.1924) – Collezione Matricardi
- Vaso con figura femminile danzante (Produzione Spada – data incerta, prob.1926) – Collezione Castelli

### Incisioni e acqueforti
- “Nella campagna di Urbino in ora meridiana di Giugno” (Acquaforte, cm.13x13, 1948)
- Annunciazione (Litografia bicolore – due lastre, cm.27x38, 1962)
- Autoritratto con motto “Quod Mihi Videtur” (Xilografia a inchiostro seppia, cm.15x20, 1928)
- Autoritratto con motto “Quod Mihi Videtur” (Xilografia stampata in inchiostro seppia, cm.15x20, 1928)
- Autostrada del Sole (Litografia bicolore – due lastre, cm.35x25, 1962)
- Beethoven (Xylografia, 1927)
- Bolero (Acquaforte, cm.19x30,  data sconosciuta)
- Chiesa di San Francesco – Interno (Monotipo a cera, cm.14x20, 1962)
- Chiesa di San Francesco – Loggia dei Mercanti (Acquaforte, cm.10x17, 1934)
- Cipresso e pagliaio (Acquaforte, cm.10x16, 1934)
- Colloquio tra amiche (Acquaforte, cm.14x19, 1934)
- Colombe (Litografia, cm.35x25, 1961)
- Copertina per la rivista ascolana “Le Torri”, Giugno–Luglio 1925 (Xilografia, cm.14x16 1925)
- Copertina per la rivista ascolana “Le Torri”, Giugno–Luglio 1925 (Xilografia, cm.14x16 1925)
- Due alberi (Acquaforte, cm. 9x11, 1933)
- Giardino ad Ancona (Acquaforte, cm.28x24, 1961)
- Il pittore e la modella (Acquaforte stampata in inchiostro rosso, cm.17x20, 1925)
- La Chiesa di San Francesco (Acquaforte, 1934)
- La Valle del Tronto dal Colle San Marco (Litografia, cm.38x26, data sconosciuta, circa 1960)
- Ninfa (Xilografia a inchiostro seppia, cm.9x12, data sconosciuta)
- Ninfa (Xylografia, 1928)
- Nudo di donna con fiore (Litografia, cm.48x376, data sconosciuta, circa 1960)
- Nudo di donna seduta (Litografia colorata a cera, cm.45x578, 1962)
- Nudo femminile sdraiato nella radura (Acquaforte, cm.14x11, 1927)
- Paesaggio (Acquaforte, data sconosciuta)
- Pagliai con vista di Montedinove (Acquaforte, cm.25x20, 1956)
- Palazzo dei Capitani (Acquaforte, cm.11x17, 1934)
- Peschereccio a San Benedetto del Tronto (Monotipo a cera, cm.12x9, 1962)
- Peschereccio a San Benedetto del Tronto (Monotipo a cera, cm.14x20, 1962)
- Ricordo di Adolfo De Carolis (Copia litografica di disegno a penna, 1933)
- Ricordo di Adolfo De Carolis (Copia litografica di disegno a penna, 1933)
- Scalinata di Trinità Dei Monti (Acquaforte, cm.16x21, 1959)
- Sgomento (Xylografia per la poesia omonima, 1925)
- Strada di campagna (Acquaforte, data sconosciuta)
- Teste di pecore (Acquaforte, cm.16x19, 1927)
- Vecchio violinista girovago (Acquaforte, cm.15x20, 1940)
- Via delle Stelle – “Dietro ai Merli” (Acquaforte, cm.20x24, data sconosciuta)
- Vicolo con arco (Via Pietro Vannini – Acquaforte, 1933)

### Sculture
- Bozzetti per formelle decorative (Disegno acquerellato – bozzetto per le formelle della facciata dell’ex Cinema Olimpia in Ascoli Piceno, circa 1926)
- Danzatrice (Terracotta, data sconosciuta)
- Fauno su una zucca gigante (Terracotta, data sconosciuta)
- Figura danzante (Terracotta, data sconosciuta)
- Figura di fauno con siringa di Pan (Gesso da originale in creta – Formelle decorative per la facciata dell’ ex Cinema Olimpia in Ascoli Piceno, circa 1926)
- Figura mitologica con flauto (Gesso da originale in creta – Formelle decorative per la facciata dell’ ex Cinema Olimpia in Ascoli Piceno, circa 1926)
- L'Adolescente (Terracotta, data sconosciuta)
- Maschera Comica (Figure decorative in gesso da originale in creta sulla facciata dell'ex Cinema Olimpia in Ascoli Piceno, Cinema Olimpia in Ascoli Piceno, circa 1926)
- Maschera Tragica (Figure decorative in gesso da originale in creta sulla facciata dell'ex Cinema Olimpia in Ascoli Piceno, Cinema Olimpia in Ascoli Piceno, circa 1926)
- Nudo di donna con scimmia (Terracotta, data sconosciuta)
- Pappagalli (Figure decorative in gesso da originale in creta sulla facciata dell'ex Cinema Olimpia in Ascoli Piceno, Cinema Olimpia in Ascoli Piceno, circa 1926)
- Scimmiette (Figure decorative in gesso da originale in creta sulla facciata dell'ex Cinema Olimpia in Ascoli Piceno, Cinema Olimpia in Ascoli Piceno, circa 1926)